# M. I. Sambou-Gassama
Alh. Muhammed Imam Sambou-Gassama (* 1947 in Lamin (nach anderer Quelle in Bathurst); † 7. August 2020 in Banjul) war ein gambischer Sprachwissenschaftler, Diplomat, Autor und Dichter.

## Leben
Sambou-Gassama, der erste Sohn von Aja Fatou Njie Funneh und Almami Gassama aus Bathurst, wuchs in Lamin in Niumi auf, später besuchte er islamische Lernzentren in Senegambia (Region) und machte sein Grundstudium an der Omdurman-Universität in Sudan. Er kehrte dann mit einem Diplom in Islamwissenschaften 1973 nach Gambia zurück.
Er war zunächst in den 1970er Jahren arabisch-islamischer Lehrer im Brufut und in der Malfa school in Banjul. 1976 wurde er in die gambische Botschaft in Tripolis (Libyen) entsandt, die er zusammen mit dem gambischen Diplomaten Alh. Sheikh Amat Tijan Wadda (Sheikh Ahmed Tijan Wadda) eröffnete. Sambou-Gassama und Botschafter Baba Drammeh waren die ersten Arabisten, die in den diplomatischen Dienst Gambias traten. Von 1978 bis 1980 diente er als Erster Sekretär des Gambischen Hochkommissariats in London, Großbritannien, unter den Hochkommissaren B. O. Semega-Janneh und Abdoulie Bojang.
1981 wurde er vom gambischen Außenministerium in das Büro bei der Organisation für Afrikanische Einheit (OAU) in Addis Abeba entsandt. Da er als ein effizienter Übersetzer und Überprüfer für das Arabische galt, schloss sich eine Tätigkeit bei der OAU an. Von 1981 bis 2020 arbeitete er bei der OAU, der heutigen Afrikanische Union (AU), und leitete viele Jahre lang die arabische Sektion der AU, da er einer der dienstältesten Mitarbeiter des AU-Hauptquartiers war. Er war jahrelang der Führer gambischen Gemeinschaft in Addis Abeba und leitete viele Jahre lang die AU-Mitarbeitergewerkschaft. Auch war er Botschafter in Saudi-Arabien.
2020 infizierte sich Sambou-Gassama mit dem Coronavirus und verstarb nach kurzer Hospitalisierung im Edward Francis Small Teaching Hospital.

## Schriftstellerisches Wirken
M. I. Sambou-Gassama war neben seiner Tätigkeit bei der AU als Schriftsteller und Dichter tätig.

## Werke
- Banāt al-Qarīḥah. Fulladu Publishers, Kanifing 2013.
- Fragments of my reflections. Fulladu Publishers, Kanifing 2013.
- In Search of Knowledge and Self-Development. Fulladu Publishers, Kanifing 2014, ISBN 978-9983-951-15-8 (Autobiografie).
- From the OAU to the AU: the odyssey of a continental organization. L’Harmattan RASD, Paris 2015, ISBN 978-2-343-05956-3.
- Arabic/Islamic education in the Gambia: its pioneers and other actors. Fulladu Publishers, Kanifing 2018, ISBN 978-1-07-298355-2.